# Paul Polansky (Musiker)
Paul Polansky (geboren als Pavol Feldman; * 14. Juni 1925 in Moravská Ostrava, Tschechoslowakei; † 17. März 2010 in Wien) war ein slowakisch-österreichischer Jazzmusiker und Radiomoderator.

## Leben
Polansky, der 1945 bis 1952 am Konservatorium Bratislava studierte und im Fach Trompete absolvierte, war später einer der wichtigsten Schlagzeuger der Jazz-Szene der ČSSR. Er gehörte zu den bedeutenden Persönlichkeiten des slowakischen Jazz und gründete zahlreiche Bands, darunter 1947 das Tanzorchester der Pressburger Hochschüler.
Ab 1950 war Polansky Redakteur des Tschechoslowakischen Rundfunks. Ab 1953 arbeitete er als Komponist und Dirigent beim Radio-Streichorchester und danach bei diversen Jazzbands, darunter 1963/64 als Gast in der SHQ Combo von Karel Velebný.
Sein Geigenlehrer, der gleichzeitig auch Kapellmeister einer böhmischen Marsch- und Blaskapelle war, unterrichtete ihn nach kurzer Zeit zusätzlich an der Kleinen Trommel. Zum Stadtgespräch in Bratislava wurde der Pavol Feldman, als er wenig später bereits den Trommler der Marschkapelle des Turnerbundes Sokol ersetzte. Als 1939 der tschechische Teil der Tschechoslowakei von deutschen Truppen besetzt und die Tschechoslowakei zerschlagen wurde, rief die Slowakei auf Druck Hitlers ihre Unabhängigkeit aus, um eine Aufteilung zwischen Ungarn und dem Generalgouvernement Polen abzuwenden. Dies hatte allerdings zur Folge, dass sich im Laufe des Zweiten Weltkriegs unter der Duldung Nazideutschlands ein kleriko-faschistisches Regime unter Jozef Tisos als deutscher Satellitenstaat etablierte. Analog zur Politik Nazideutschlands wurden slowakische Bürgerinnen und Bürger jüdischer Herkunft zunächst vom Arbeitsmarkt gedrängt, diffamiert bzw. verfolgt und schließlich ausgelöscht. Dies betraf auch die Familie Feldman. Mit viel Glück und unter großem Leid konnten einige Angehörige dieser Familie, darunter auch Pavol, überleben.
Erstmals diskriminiert wurde er, als er sowohl seine Schule als auch die Kirche nicht mehr besuchen durfte, obwohl er getauft war und dort ministriert hatte. Zu seinen späteren Verstecken zählten das Orchester des tschechoslowakischen Rundfunks und das Rundfunk-Archiv. Trotz seines Geschicks, seiner Mehrsprachigkeit, seines Improvisationstalents und seines Humors wurde er deportiert und saß bereits auf einem der berühmt-berüchtigten LKWs, als ein musikliebender SS-Kommandant den Jungen erkannte, und ihn nach Hause schickte. Nachdem er als „Deutscher“ in Kriegsgefangenschaft geraten war, verbrachte er die Zeit bis zum Ende des Zweiten Weltkriegs in einem sowjetischen Kriegsgefangenenlager in Wiener Neustadt. Dort war er als Dolmetscher für die sowjetische Kommandantur tätig, da er mit Tschechisch, Slowakisch, Deutsch, Ungarisch, Französisch und Englisch sechs Sprachen beherrschte. Diese Zeit sollte ihn für den Rest seines Lebens prägen und seine Ablehnung totalitärer Regime festigen.
Nach den Qualen, den seine Familie während des Zweiten Weltkriegs erleiden musste, fand Pavol, in der Musik bald wieder halt und wurde unmittelbar nach Kriegsende Schlagzeuger der Band „Boogie Club“. Aus Angst einer neuerlichen Verfolgung ließ er seinen Familiennamen und den seiner Angehörigen amtlich und rückwirkend auf „Polanksy“ ändern; seinen Vornamen Pavol änderte er hingegen nie, sondern passte ihn dem jeweiligen Sprachraum an, in dem er gerade lebte und wirkte (Pavol – Pavel – Paul). Nach einem erfolgreich beendeten Trompetenstudium am Konservatorium Bratislava widmete er sich vollständig dem Jazz-Schlagzeug. Bereits während seines Studiums tat er erste Schritte als Redakteur im tschechoslowakischen Rundfunk. Ab 1953 wurde er als Dirigent und Komponist des Radiostreichorchesters aktiv. Diese Zeit prägte seine spätere Vorliebe für den großen Streicherklang. Es folgte die Gründung des Tanzorchesters des tschechoslowakischen Rundfunks, das er selbst leitete. Polansky galt bereits in dieser Zeit als innovativer Aufnahmeleiter und Produzent. Er gilt als einer der ersten Musikproduzenten, der die Aufnahmespuren der Instrumente und Stimmen trennte, um eine bessere Kontrolle über die Abmischung zu bekommen. 1961 übernahm sein enger Freund und Kollege Karel Krautgartner dieses Ensemble.
Nachdem er auch in seiner Radiosendung regelmäßig Jazzmusik gesendet hatte, wurde Polansky zu einem der bekanntesten Radiomoderatoren beim Tschechoslowakischen Rundfunk in Bratislava, ehe er anlässlich der Niederschlagung des Prager Frühlings 1968 nach Wien emigrierte. Beim Österreichischen Rundfunk war er unter anderem Musikchef von Ö3, Leiter und Gründer der ORF-Jazzredaktion, sowie Leiter der Produktionsabteilung Unterhaltungsmusik.
Paul Polansky war 21 Jahre lang Redakteur des jeden Abend unmoderiert gesendeten Ö3-Musikprogramms Musik zum Träumen. Nach 1989 moderierte er einige Jahre die Sendung Pekná hudba auf dem slowakischen Sender Rádio Twist. Ab 1991 war er zudem Jurymitglied beim slowakischen Jazzfestival in Žilina.
Polansky wurde am Friedhof der Feuerhalle Simmering in Wien bestattet (Gruppe E8, Nummer 146).